# توبين سيبرز
توبين سيبرز (29 يناير 1953 - 29 يناير 2015) أستاذ أمريكي للأدب والفن والتصميم في جامعة ميشيغان وشخصية رئيسية في تطوير دراسات الإعاقة.

## المرحلة الأولى من حياته وتعليمه
وُلِد سيبرز في 29 يناير 1953 في كاوكاونا بويسكونسن وهو ابن هارولد سيبرز وماريون جانسن سيبرز. شخص بإصابته بشلل الأطفال عندما كان عمره عامين وعاش مع متلازمة ما بعد شلل الأطفال لبقية حياته. تخرج سيبرز من مدرسة كاوكاونا الثانوية في عام 1971. وقد حصل على درجة البكالوريوس في الأدب المقارن من جامعة ويسكونسن ماديسون في عام 1975 ودرجة الماجستير في الأدب المقارن من جامعة ولاية نيويورك في بينجهامبتون في عام 1976 ودرجة الدكتوراه في الأدب المقارن من جامعة جونز هوبكنز في عام 1980.

## حياته المهنية
كتب سيبرز لأول مرة عن تجربته في العيش مع شلل الأطفال في مقالته "طرفي الذابل" عام 1998. والتي تم ترشيحها لجائزة بوشكارت عام 1999. ومن أهم كتبه: نظرية الإعاقة (2008) وجماليات الإعاقة (2010). ففي كتابه "نظرية الإعاقة" كتب سيبرز أن "الإعاقة ليست عيبًا جسديًا أو عقليًا بل هي هوية ثقافية وأقلية". ووصفت الفنانة الأدائية والناشطة في مجال الإعاقة بيترا كوبرز هذه الأعمال بأنها "محددة للمجال". وقد حصل على جائزة جيمس تي. نويباخر عام 2009 من مجلس شؤون الإعاقة.

## المنشورات
- أخلاقيات النقد (1990)[8]
- نقد الحرب الباردة وسياسات الشك (1993)[9]
- هيتيروتوبيا: اليوتوبيا ما بعد الحداثية والجسد السياسي (1994، المحرر)[10]
- "طرفي الذابل" (1998)[11]
- جماليات الجسد: من الفنون الجميلة إلى تعديل الجسد (2000، المحرر)[12]
- "الإعاقة في النظرية: من البنائية الاجتماعية إلى الواقعية الجديدة للجسد" (2001)[13]
- "الإعاقة كتنكر" (2004)[14]
- نظرية الإعاقة (2008)[15]
- زيبروخين شونهيت (2009)[16]
- جماليات الإعاقة (2010)
- "الثقافة الجنسية للأشخاص ذوي الإعاقة" (2012)[17]
- "الإعاقة ونظرية التجسيد المعقد: من أجل سياسات الهوية في سجل جديد" (2016)[18]
- "إعادة الاجتماعي إلى النموذج الاجتماعي" (2019)[19]

## وفاته والإرث
توفي سيبرز في عام 2015 عن عمر يناهز 62 عامًا. حيث توجد أوراقه في مجموعة مكتبة بنتلي التاريخية بجامعة ميشيغان. وفي عام 2015 أنشأت مطبعة جامعة ميشيغان وقسم اللغة الإنجليزية وآدابها جائزة توبين سيبرز لدراسات الإعاقة في العلوم الإنسانية لأفضل مخطوطة بطول كتاب حول موضوع ملح لدراسات الإعاقة في العلوم الإنسانية.